# Machine fantôme
Machine fantôme (Ghost Machine) est le troisième épisode de la série britannique de science fiction Torchwood.

## Synopsis
L'équipe de Torchwood retrouve Bernie, un petit malfrat qui a volé une machine qui leur permet de voir le passé à travers les émotions d'un lieu. Gwen puis Owen se retrouvent sous son influence.

## Distribution
- John Barrowman : capitaine Jack Harkness.
- Eve Myles : Gwen Cooper.
- Burn Gorman : Dr Owen Harper.
- Naoko Mori : Toshiko Sato.
- Gareth David-Lloyd : Ianto Jones.
- Kai Owen : Rhys Williams.

## Lien avec l'univers de Doctor Who
- Un cercle en forme de P, signe des Preachers de l'épisode Le Règne des Cybermen de la série Doctor Who peut être vu sur le bâtiment où habite Bernie.

## Continuité
- Le fait que Gwen ne dise pas la même chose après la mort d'Ed Morgan, confirme la théorie de Jack Harkness sur le changement du futur. De même, on n'a pas vu la prophétie sur la mort de Bernie se réaliser.
- Gwen tire sur une cible en forme de Weevil, l'alien capturé dans le premier épisode.
- Owen a une carte de membre de UNIT.
- Le vrai/faux site de l'institut Torchwood[1] diffuse deux documents en lien avec cet épisode. Dans le premier, on peut y lire une lettre de 1886 montrant que Owen n'est pas le premier membre de l'institut à se sentir personnellement impliqué par une affaire[2]. Dans le second on y lit un article de 2007 donnant des explications sur la personne chez qui la machine a été trouvée. Au passage, cela confirme que la série se situe un an dans le futur[3].

## Musique
- La chanson Sing des Travis peut-être entendue brièvement lorsque Owen interroge Bernie dans un pub.
- La chanson Can't Stand Me Now des Libertines peut être entendue lorsque Owen et Toshiko discutent ensemble d'Ed Morgan.
- La chanson Feeling a Moment de Feeder peut-être entendue juste après dans la même scène.